# Eyjafjarðarsýsla
Eyjafjarðarsýsla è una contea islandese, situata nella regione di Norðurland eystra. Questa contea ha una superficie di 3.930 km2 e, nel 2006, aveva una popolazione di 20 903 abitanti.

## Municipalità
La contea è situata nella circoscrizione del Nord-est e comprende i seguenti comuni:
- Akureyri
- Dalvíkurbyggð
  - (Svarfaðardalshreppur)
  - (Árskógshreppur)
- Eyjafjarðarsveit
  - (Hrafnagilshreppur)
  - (Saurbæjarhreppur)
  - (Öngulsstaðahreppur)
- Hörgársveit
  - (Hörgárbyggð)
  - (Arnarnes)
  - (Skriðuhreppur)
  - (Öxnadalshreppur)
  - (Glæsibæjarhreppur)